# Hytophatnus lineatus
Hytophatnus lineatus är en stekelart som beskrevs av Cameron 1907. Hytophatnus lineatus ingår i släktet Hytophatnus och familjen brokparasitsteklar. Inga underarter finns listade i Catalogue of Life.